# فدراسیون بولینگ و بیلیارد ایران
فدراسیون بولینگ و بیلیارد جمهوری اسلامی ایران که پیشتر فدراسیون کیو اسپورت ایران نام داشت، در سال ۱۳۸۰ تأسیس شد. این فدراسیون تاکنون (۱۳۸۶) ۳ رئیس و ۲ سرپرست داشته است. اولین رئیس این فدراسیون آقای شهریاری بودند. پس از وی غلامرضا مهرعبداللهی به مدت ۲ سال ریاست را برعهده داشته است. پس از مجمع عمومی فدراسیون در تاریخ ۲۶ آبان ۱۳۸۶ آقای مهندس علی اکبر شعبانی فرد جهرمی به ریاست فدراسیون انتخاب شد. هم‌اکنون آقای هاشم اسکندری به ریاست فدراسیون بولینگ و بیلیارد و بولس انتخاب شده‌اند، کمیته‌های آموزش و مربیان، امور استان‌ها، امور بین‌الملل، امور مسابقات و روابط عمومی تشکیل شده است. از جمله پیشکسوتان مدرسین، مربی و داور بین‌المللی علیرضا سیلسپور و بازیکنان حرفه ای حسین وفایی و امیر سرخوش می‌باشند. رشته‌های تحت نظر این فدراسیون به شرح زیر می‌باشد:بولینگ - پاکت بیلیارد و اسنوکر

## اسنوکر
اسنوکر (به انگلیسی: Snooker) شکلی از بیلیارد است که روی میز بزرگی پوشیده از ماهوت سبز که دارای شش حفره (پاکت pocket) است بازی می‌شود. چهار پاکت در چهارگوشه میز و دو پاکت دیگر در وسط کنارهٔ میز قرار دارند. رنگ سبز رویه میز نشانی از دورانی‌ست که بازی بر روی چمن انجام می‌شده است؛ در آن زمان ضربه‌ها با عصا زده می‌شده و بعدها به میزهای کنونی و با چوب‌های حرفه‌ای‌تر تکامل یافته است. اسنوکر در فرهنگ لغت انگلستان به معنی زیرک، مارموز و… هست و معنی آن در بازی پنهان کردن، از دسترس دور کردن، سد کردن و ماسک کردن است.

## بازیکنان
هم‌اکنون حسین وفایی بهترین بازیکن ایرانی در جمع حرفه ای‌های اسنوکر جهان می‌باشد.